# Vriesea bi-beatricis
Espèce
Classification APG III (2009)
Vriesea bi-beatricis est une espèce de plante de la famille des Bromeliaceae, endémique du Venezuela.

## Distribution
L'espèce est endémique de l'État d'Amazonas au Venezuela.